# Neovalgus pictus
Neovalgus pictus är en skalbaggsart som beskrevs av Hope 1831. Neovalgus pictus ingår i släktet Neovalgus och familjen Cetoniidae. Inga underarter finns listade i Catalogue of Life.